# Super Generation
Singles de Nana Mizuki
Eternal Blaze
(2005) Justice to Believe
(2006)
Super Generation est le 13e single de la chanteuse et seiyū japonaise Nana Mizuki sorti le 18 janvier 2006 sous le label King Records. C'est également le premier single dont la piste principale a été composée par Nana Mizuki. Il arrive 6e à l'Oricon et reste classé 6 semaines pour un total de 31 545 exemplaires vendus.
Super Generation a été utilisé comme thème de fermeture pour l'émission Yaguchi Hitori (やぐちひとり) sur TV Asahi. Brave Phoenix a été utilisé comme thème musical de l'anime Magical Girl Lyrical Nanoha A's. Et Hikari a été utilisé comme thème d'ouverture pour le jeu vidéo Anya ni Sasayaku ~Tantei Sagara Kyoichiro~ sur PS2. Super Generation et Brave Phoenix se trouvent sur l'album Hybrid Universe. Super Generation se trouve aussi sur la compilation The Museum.

## Liste des titres
| 1. | Super Generation (SUPER GENERATION) | 4:55 |
| 2. | Brave Phoenix (BRAVE PHOENIX)       | 5:24 |
| 3. | Hikari (光 (lit. Lumière)           | 4:55 |

Auteurs : Les paroles et la musique de la 1re chanson sont composées par Nana Mizuki tandis que les arrangements sont faits par Junpei Fujita (Elements Garden). La 2e chanson est entièrement composée par Noriyasu Agematsu (Elements Garden). Les paroles et la musique de la 3e chanson sont composées par Yamato Itou tandis que les arrangements sont faits par Nittoku Inoue.